# Bitwa o Astrachań
Bitwa o Astrachań – bitwa wojny domowej w Rosji o kontrolę nad Astrachaniem, trwająca między majem a grudniem 1919 r., stoczona między broniącą miasta czerwoną 11 Armią oraz flotyllą Wołżańsko-Kaspijską a Armią Kaukaską w składzie białych Sił Zbrojnych Południa Rosji. 

## Tło wydarzeń
Astrachań, pozostający w rękach bolszewików od 1917 r., miał istotne znaczenie strategiczne dla obrony południowej granicy Rosji Radzieckiej. Ponadto utrzymywanie kontroli nad miastem umożliwiało czerwonym transport żywności do centralnej części Rosji po Wołdze. Na początku 1918 r., w sierpniu tego samego roku oraz w marcu 1919 r. czerwoni stłumili w rejonie Astrachania antybolszewickie powstanie miejscowych Kozaków.
Astrachania broniły oddziały 11 Armii, które w styczniu 1919 r. zdołały uniknąć rozbicia w walkach z Armią Ochotniczą na Północnym Kaukazie i wycofać się do miasta przez stepy. Siły te liczyły 17 tys. bagnetów i szabel, 30 dział, 7 samolotów i dwa pociągi pancerne. Do października 1919 r. 11 Armią dowodził W. Raspopow. Do miasta dotarły również oddziały 12 Armii, zmuszone do wycofania się znad Tereku.
W maju 1919 r. część Sił Zbrojnych Południa Rosji, prowadzących oblężenie Carycyna, podjęła próbę uderzenia na kierunku astrachańskim, jednak w czerwcu i na początku lipca tego samego roku zostały odparte przez broniące miasta siły czerwonych. 30 czerwca 1919 r. Carycyn został zdobyty przez Armię Kaukaską pod dowództwem gen. Piotra Wrangla, co uczyniło sytuację obrońców - i całego radzieckiego Frontu Południowego - wyjątkowo trudną. Komisarz spraw wojskowych i morskich Lew Trocki opowiedział się za ewakuacją Astrachania, jednak członek rady rewolucyjno-wojennej 11 Armii, Siergiej Kirow, zwrócił się do Lenina z apelem o zmianę decyzji i uzyskał rozkaz utrzymania się w mieście. Siły białych atakujące Astrachań liczyły 20 tys. bagnetów i szabel oraz 32 działa. Ponadto na Morzu Kaspijskim czerwoni dysponowali Flotyllą Wołżańsko-Kaspijską (następnie Astrachańsko-Kaspijską), natomiast biali - Flotyllą Kaspijską. 

## Przebieg bitwy o Astrachań
Po zdobyciu Carycyna głównodowodzący Sił Zbrojnych Południa Rosji gen. Anton Denikin wydał rozkaz rozpoczęcia generalnej ofensywy, której ostatecznym celem miało być zdobycie Moskwy i obalenie bolszewickiego rządu. Odrzucił natomiast propozycję gen. Wrangla, by odłożyć ofensywę w czasie i najpierw uderzyć na Astrachań. 
Główne siły 11 Armii, liczące maksymalnie 12 tys. żołnierzy, powstrzymywały marsz sił Armii Kaukaskiej gen. Wrangla wyznaczonych do uderzenia na Astrachań (trzon tej formacji został przez Denikina skierowany na Kamyszyn i Saratów; pierwsze z miast zostało zdobyte przez białych w sierpniu, jednak jeszcze w tym samym miesiącu Wrangel został zmuszony do wycofania się do Carycyna). Zgrupowanie złożone z 2600 żołnierzy dysponujących dwoma pociągami pancernymi broniło linii kolejowej z Astrachania do Saratowa. Inna grupa wojsk czerwonych, z sześcioma tysiącami żołnierzy, odpierała ataki oddziałów gen. Władimira Tołstowa i gen. Daniiła Dracenki od strony Gurjewa i Kizlaru. 
Między lipcem a wrześniem czerwoni skutecznie odpierali ataki sił Tołstowa, natomiast oddział Dracenki w kolejnych starciach został rozbity. W październiku i listopadzie obrońcy miasta przeszli do kontrnatarcia. Dowódcą 11 Armii był już wówczas J. Butiagin. 21 listopada 1919 r. skoordynowane uderzenie Flotylli Wołżańsko-Kaspijskiej z Morza Kaspijskiego oraz sił lądowych umożliwiło czerwonym zdobycie kluczowego punktu pozycji białych - Ganiuszkina. Odparte zostały również ataki białych na linię kolejową z Astrachania do Saratowa na lewym brzegu Wołgi. W grudniu 1919 r. 11 Armia wyszła z Astrachania i przyłączyła się do ofensywy frontów Południowego i Południowo-Wschodniego, biorąc udział w odbiciu z rąk Sił Zbrojnych Południa Rosji Carycyna w styczniu 1920 r. W tym momencie biali stracili ostatecznie szansę zagrożenia Astrachaniowi.